# Lucio Andrich
Lucio Andrich (Agordo, 16 agosto 1927 – La Valle Agordina, 14 gennaio 2003) è stato un pittore, incisore, scultore e mosaicista italiano.

## Biografia
Si dedica molto presto all'attività artistica partecipando alle mostre provinciali e si diploma al corso di pittura all'Accademia di belle arti di Venezia.
L'8 settembre 1947, a 20 anni, riceve la medaglia Garibaldina per aver partecipato alla guerra di Liberazione nelle brigate d'assalto Garibaldi. 
Alla fine degli anni '50 si trasferisce a Venezia per insegnare Mosaico all'Accademia di belle arti di Venezia e poi Figura al liceo artistico.
Dagli anni '50 collabora con Clementina De Luca, storica dell'arte, che diventerà sua moglie e musa ispiratrice. Fino al 1982, data della morte, Clementina realizzerà diversi suoi progetti grafici producendo degli arazzi Gobelin e composizioni con le sete.
Nel frattempo si stabilisce da Palazzo Carminati a Venezia all'isola di Torcello, nella sagrestia della Chiesa di San Tommaso dei Borgognoni prima e poi nel Forte di Vignagranda, casa di pescatori, sulla Palude della Rosa.
Viene proposto per una cattedra all'Accademia di belle arti di Brera, ma rifiuta il trasferimento per problemi di salute preferendo, fino alla fine dei suoi giorni, la tranquillità di Torcello.
È stato l'ultimo docente di Mosaico all'Accademia di belle arti di Venezia.

## Esposizioni
Nel 1961 espone a Copenaghen, Göteborg e a Oslo con la Biennale di Venezia, nella mostra "Cultura italiana d'oggi", assieme a Roberto Crippa, Enrico Paulucci, Bruno Cassinari, Alberto Burri, Mario Negri, Emilio Greco, Carmelo Cappello, Marcello Mascherini, Quinto Ghermandi, Giò Pomodoro, Mario Calindri e Cesco Magnolato.
Tra le vari esposizioni nel 1961 partecipa anche alla Biennale d'arte triveneta di Padova, nel 1962 alla Biennale d'arte di Venezia e nel 1963 alla Biennale dell'incisione italiana di Venezia. Nel 1963 partecipa al VI Premio di Pittura Mestre vincendo il 2º premio ex aequo con Carmelo Zotti per l'opera L'Invernada del Carrador.
Nel 1965 - 1966 è alla IX Quadriennale nazionale d'arte di Roma e alla IV Biennale dell'incisione.
Nel 1969 è presente alla Biennale Internazionale d’Arte, Premio del Fiorino di Firenze. Nello stesso anno gli viene assegnata l'illustrazione di undici acquetinte per l'opera "La principessa Brambilla" di E.T.A. Hoffmann a cura di Claudio Magris Nel 1970 partecipa alla collettiva Intergrafika70 all'Altes Museum in Marx-Engels-Platz a Berlino.
Diverse sono le mostre a cui partecipa organizzate all'estero dalla Istituto nazionale per la grafica e dall'Associazione Incisori Veneti.
Esposizioni personali sono fatte a Venezia alla Fondazione Bevilacqua La Masa e la Galleria del Cavallino di Carlo Cardazzo; a Milano alla Galleria Spotorno, a Torino alla Galleria Dantesca (1968 e 1970); a Lisbona alla Galleria Epoca (febbraio 1964).
Una mostra postuma intitolata "Seta, Terra, Acqua. Lucio Andrich e la laguna di Venezia", gli è stata dedicata nel 2005 con l'inaugurazione del restauro della Torre Massimiliana nell'isola di Sant'Erasmo a Venezia.
2021 StratiGrafiche di Lucio Andrich, Musée des Tissus; Lyon - Francia
Le sue opere figurano in varie Gallerie italiane e straniere:
- Galleria internazionale d'arte moderna (Venezia) Animali, 1957, acquatinta maniera nera, (acquisto 45° Bevilacqua La Masa); Cavallo selvaggio, 1957, acquaforte acquatinta, (acquisto Mostra personale Bevilacqua La Masa 1958); Gatti veneziani, 1958, acquaforte acquatinta, (premio ex aequo per l'incisione 46° Bevilacqua La Masa); Notturno, 1959, olio su tela, (acquisto 47° Bevilacqua La Masa); Recinto, 1962, acquatinta a colori, (acquisto alla Biennale 1962).
- Accademia di belle arti di Venezia
- Galleria d'arte moderna Achille Forti (Verona)
- Institute of Contemporary Art (Boston)
- Galleria d'arte contemporanea (Assisi)
- Centro Arte Moderna (Pisa)
- Galleria nazionale d'arte moderna e contemporanea (Roma)
- Museo Andrich (Torcello)